# Torec'k
Тorec'k (in ucraino Торецьк) è una città dell'Ucraina orientale sita nel distretto di Bachmut, nell'oblast' di Donec'k. Ospita l'amministrazione della comunità territoriale di Torec'k, una delle comunità territoriali dell'Ucraina.Nel 2022 aveva una popolazione di 30 914 abitanti.
Fino al 18 luglio 2020 Torec'k era classificata come città di rilevanza regionale, costituiva un comune autonomo e non apparteneva a nessun distretto. Nell'ambito della riforma amministrativa dell'Ucraina, che ha ridotto a otto il numero dei distretti dell'Oblast' di Donec'k, la città è entrata a far parte del distretto di Bachmut..
Importante centro minerario, fino al 1936 si chiamava Ščerbinovka (in russo Щерби́новка?) e fino al 2016 Dzeržyns'k (in ucraino Дзержинськ?).
Nel corso della guerra su vasta scala tra Russia e Ucraina iniziata nel febbraio 2022, la città di Torec'k è stata raggiunta e attaccata dalle truppe dell'esercito russo a partire dall'estate 2024. La battaglia, accanita e sanguinosa per entrambe le parti, è continuata per molti mesi con estenuanti combattimenti nell'area urbana, nelle vaste aree minerarie e nelle cittadine satelliti periferiche. I russi hanno guadagnato lentamente terreno e il 7 febbraio 2025 il Ministero della difesa di Mosca ha comunicato che Torec'k è stata completamente occupata dall'esercito russo. Tra fine febbraio e inizio marzo 2025 l'esercito ucraino ha riconquistato parte del territorio cittadino, rimanendo in costante conflitto con l'esercito russo.